# Will Alsop

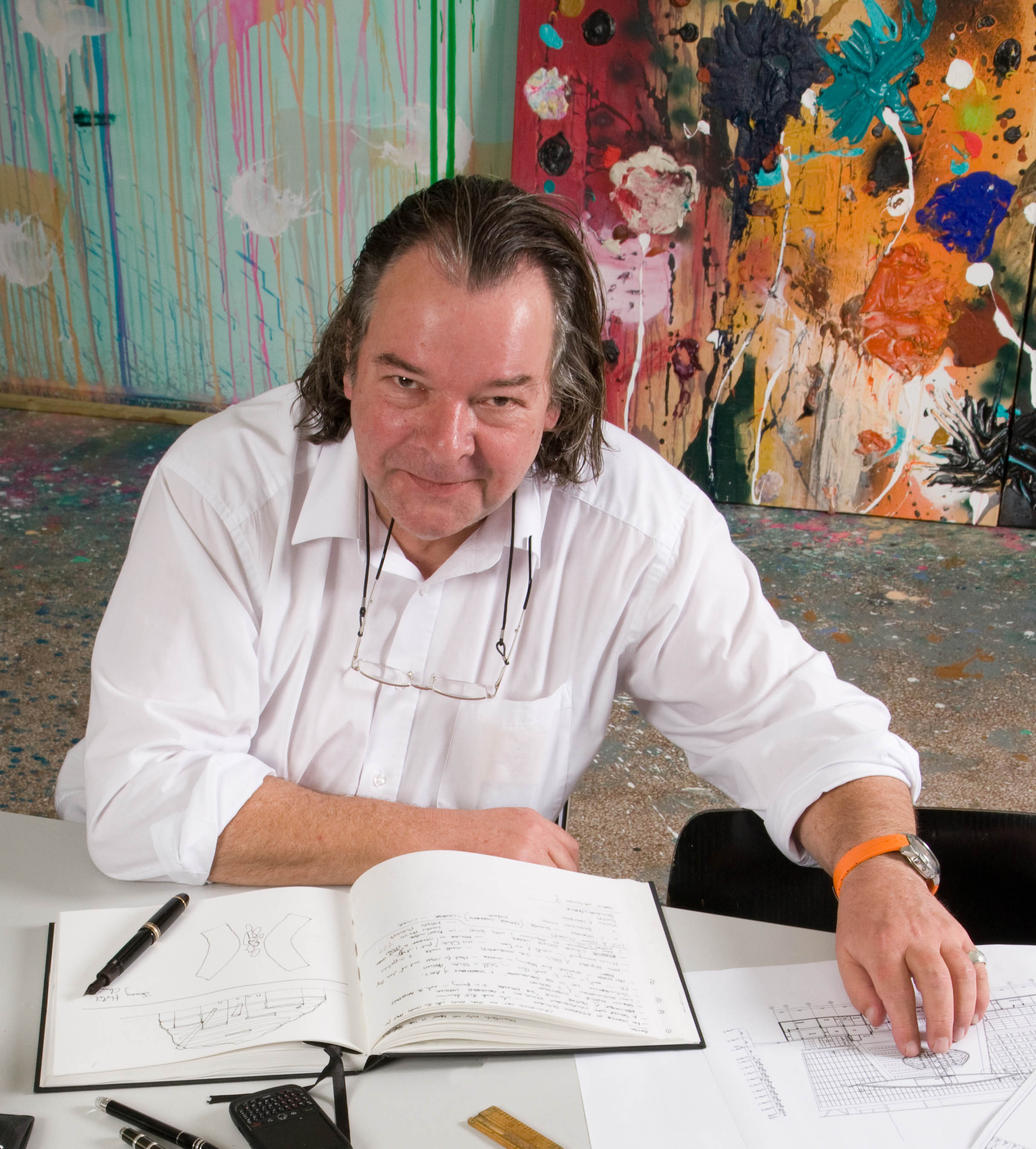
Will Alsop (2010)

William „Will“ Allen Alsop OBE, RA (* 12. Dezember 1947 in Northampton; † 12. Mai 2018 in London) war ein britischer Architekt und Maler, der international tätig war. Alsops Bauwerke fallen durch helle Farben sowie ungewöhnliche und avantgardistische Formen auf und sind daher teilweise Anlass zu öffentlichen Kontroversen. 2000 erhielt er den Stirling-Preis für die neu errichtete Bibliothek in Peckham, im Südosten Londons.

## Leben
Alsop war der Sohn eines Buchhalters und wuchs in Northampton im Northamptonshire auf. Schon als Kind strebte er an, Architekt zu werden. Als er 16 Jahre alt war, besuchte er eine Abendschule und begann für einen Architekten zu arbeiten.
Alsop wurde stark von Henry Bird, seinem Zeichenlehrer eines Grundkurses an der Northampton Art School, beeinflusst. Er erinnerte sich daran wie er von ihm Zeichnen gelernt hatte:

„Er gab mir einen Ziegelstein, befahl mir diesen zu zeichnen und verließ sofort danach den Raum. Ich zeichnete den Ziegelstein mit all seinen Schattierungen. Als er zurückkam, wurde er wütend und schalt mich dafuer, dass ich die Zeichnung mit den Schattierungen zerstört hatte. Er schrie: ‚Was stimmt denn nicht mit einfachen Linien?‘. Er bestand darauf, dass ich die Zeichnung wiederholte, diesmal nur mithilfe von einfachen Linien damit ich den Ziegelstein und dessen Proportionen verstehen lernen würde. Ich habe den Ziegel drei Monate lang, zweimal die Woche jeweils drei Stunden lang gezeichnet – immer nur mit einfachen Linien. Schlussendlich, erkannte er es mir an, dass ich den Ziegel gemeistert hatte und ich durfte zur Blechdose fortschreiten.“

Er studierte an der renommierten Architectural Association School of Architecture in London, wo er mit 23 Jahren an einem Architekturwettbewerb zum Centre Georges-Pompidou in Paris teilnahm und hinter Richard Rogers und Renzo Piano Zweiter wurde. Noch vor seinem Studienabschluss arbeitete er 1971 zunächst mit den Architekten Maxwell Fry und Jane Drew zusammen, die das Neue Bauen in den 1930er Jahren in Großbritannien etablierten. Sein Diplom in Architektur errang er 1973. Danach arbeitete Alsop von 1973 bis 1977 mit Cedric Price und von 1977 bis 1979 mit Roderick Ham zusammen.
1981 gründete er gemeinsam mit seinem Studienkollegen John Lyall das Büro Alsop & Lyall in Hammersmith, London. Jan Störmer schloss sich später dem Unternehmen an und nachdem Lyall etwas später das Unternehmen verlassen hatte, wurde es in Alsop & Störmer umbenannt. Zusammen mit Zaha Hadid beteiligte er sich an der Internationalen Bauausstellung 1984 in der Berliner Stresemannstraße. Über die Jahre betrieb Alsop neben seinem Hauptsitz in London auch Niederlassungen in Hamburg, Rotterdam, Moskau, Shanghai, Singapur und Toronto.
Alsops letztes Unternehmen hieß aLL Design und hatte Büros in London, Qatar und Chongqing. Sein vorletztes Büro in London war in einer ehemaligen Molkerei: Der alte Gebäudekomplex wurde als „Testbed1“ benannt und in ein Zentrum für Kunstausstellungen, Galerien, kreative Unternehmen und Designer wie Vivienne Westwood umgewandelt. Testbed1 beherbergte außerdem die „Doodle Bar“, eine Bar, in der Gäste die Wände bemalen durften. Der Gebäudekomplex wurde inzwischen abgerissen. Testbed 2 befindet sich in Chongqing, China.
Alsop unterrichtete am Central Saint Martin College of Art and Design, an der Architectural Association School of Architecture in London, an der Hochschule für Künste in Bremen und ab 2013 als Professor an der Canterbury School of Architecture. Von 1995 bis 2016 war er Professor und Institutsleiter an der Technischen Universität Wien.
Trotz seiner teilweise kontrovers aufgenommenen Bauwerke und Projekte erlangte er eine international hohe Reputation und galt z. B. Ende der 1990er und Anfang der 2000er Jahre gemeinsam mit Richard Rogers und Norman Foster als einer der drei bedeutendsten britischen Architekten. Für seine Verdienste erhielt er 2000 das Offizierskreuz des Order of the British Empire (OBE).
Alsop war verheiratet und hatte drei Kinder.

## Architekturstil
Alsop sah Le Corbusier, Sir John Soane und Mies van der Rohe als seine Vorbilder. Seine avantgardistischen, modernistischen Gebäude fallen durch leuchtend helle Farben und ungewöhnliche Formen auf. Alsop nutzte die Malerei, um vor dem Beginn eines neuen Projektes einen klaren Kopf zu bekommen, frei zu denken und einen unbeeinflussten kreativen Designprozess beginnen zu können:

„Einer der Gründe für die Malerei ist, dass man nicht wirklich die Kontrolle über das Ergebnis hat – und das interessiert mich sehr. Statt dass man einen klar definierten Startpunkt hat, welcher unter Umständen in der Architektur zu einer Serie von logischen Gedankengängen führt, die dann ein designtes Gebäude ergeben, kann man bei der Malerei anfangen, wo es einem beliebt.“

Für Alsop war der Malvorgang gemeinsam mit der engen Zusammenarbeit mit dem Kunden und der lokalen Gemeinschaft ein wichtiger Bestandteil der Stadtplanung und Architektur.
2004 veröffentlichte Alsop das Buch Supercity, welches zu einer Debatten und zu einer Fernsehdokumentation sowie zu einer Ausstellung im Urbis Museum in Manchester führte. Es beschreibt seine Vision einer „Supercity“, eines futuristischen Ballungsgebietes, das sich entlang der M62 Autobahn in England erstreckt. Es beinhaltet eine Beschreibung, wie die wachsende Interkonnektivität der Städte entlang dieser Autobahn ein neues Konzept der Stadt hervorbringt, und wie dies weiterentwickelt werden und eine Verbindung von Ländlichkeit und Urbanität zur Folge haben könnte. Außerdem enthielt das Buch einige architektonische Ideen für Gebäude und Gemeinden in der Stadt. Seine Ideen bekamen politische Unterstützung, unter anderem von John Prescott, dem ehemaligen Stellvertreter des britischen Premierministers, aber wurden auch kritisiert.
Die britische Zeitung The Observer schrieb 2007, dass Alsops Zugang zur Architektur anhand seiner Aussage, „Ich mag Menschen. Ich hoffe das zeigt sich“ beschrieben werden könne.

## Ehrungen und Preise (Auswahl)
- 1971: 2. Preis beim internationalen Wettbewerb für den Neubau des Centre Georges-Pompidou, Paris[2]
- 1991: 2. Preis für den britischen Pavillon auf der Weltausstellung in Sevilla Expo 92
- 1997: Ehrenmitgliedschaft im Bund Deutscher Architekten BDA
- 2000: Royal Academician – Alsop wurde am 18. Mai 2000 als Mitglied der Royal Academy of Arts gewählt.[19]
- 2000: RIBA Stirling-Preis für die Peckham Library, London
- 2001: Concrete Society Award für Cardiff Bay Barrage
- 2003: MIPIM – Future Project Prizes für The Public
- 2004: RIBA Worldwide Award für The Sharp Centre for Design, Ontario[20]
- 2004: Ehrendoktor, Ontario College of Art & Design in Toronto und der University of Nottingham Trent School of Architecture.[21]
- 2005: Toronto Architecture and Urban Design Award, Award of Excellence
- 2006: National Post DX Design Effectiveness Award für das Sharp Centre for Design in Toronto
- 2006: RIBA Education Award für Blizard Building
- 2006: Civic Trust Award für Blizard Building und Fawood Children’s Centre
- 2006: RIBA London Region Award für Fawood Children’s Centre
- 2007: UK Structural Steelwork Awards für Palestra
- 2007: RIBA Commercial Building Prize für Palestra
- 2007: Cityscape Architectural Review Awards für Clarke Quay, Singapur
- 2008: Ernennung zum Fellow des Queen Mary and Westfield College.[22]
- 2008: Cityscape Asia Awards: Best Waterfront für Clarke Quay, Singapur
- 2008: Raffles City: Cityscape Asia Awards, Best Future Mixed-Use Development
- 2009: The Chicago Athenaeum
- 2012: British Construction Industry Regeneration Award für Bradford Bowl
- 2013: Royal Town Planning Institute Award für Bradford Bowl[8]

## Bauwerke (Auswahl)
- 1990: Hebebrücken Canary Wharf

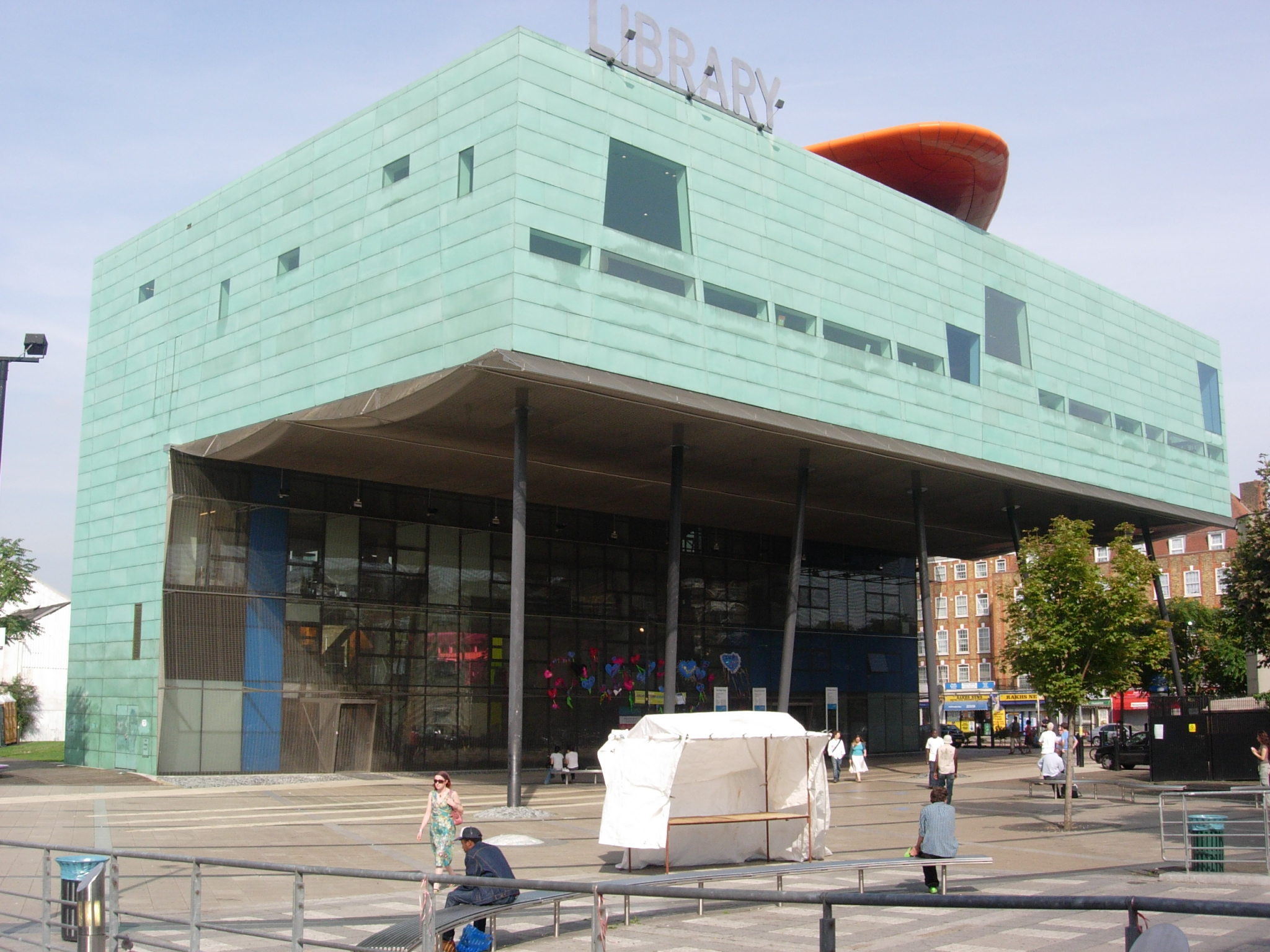
Peckham Library in London

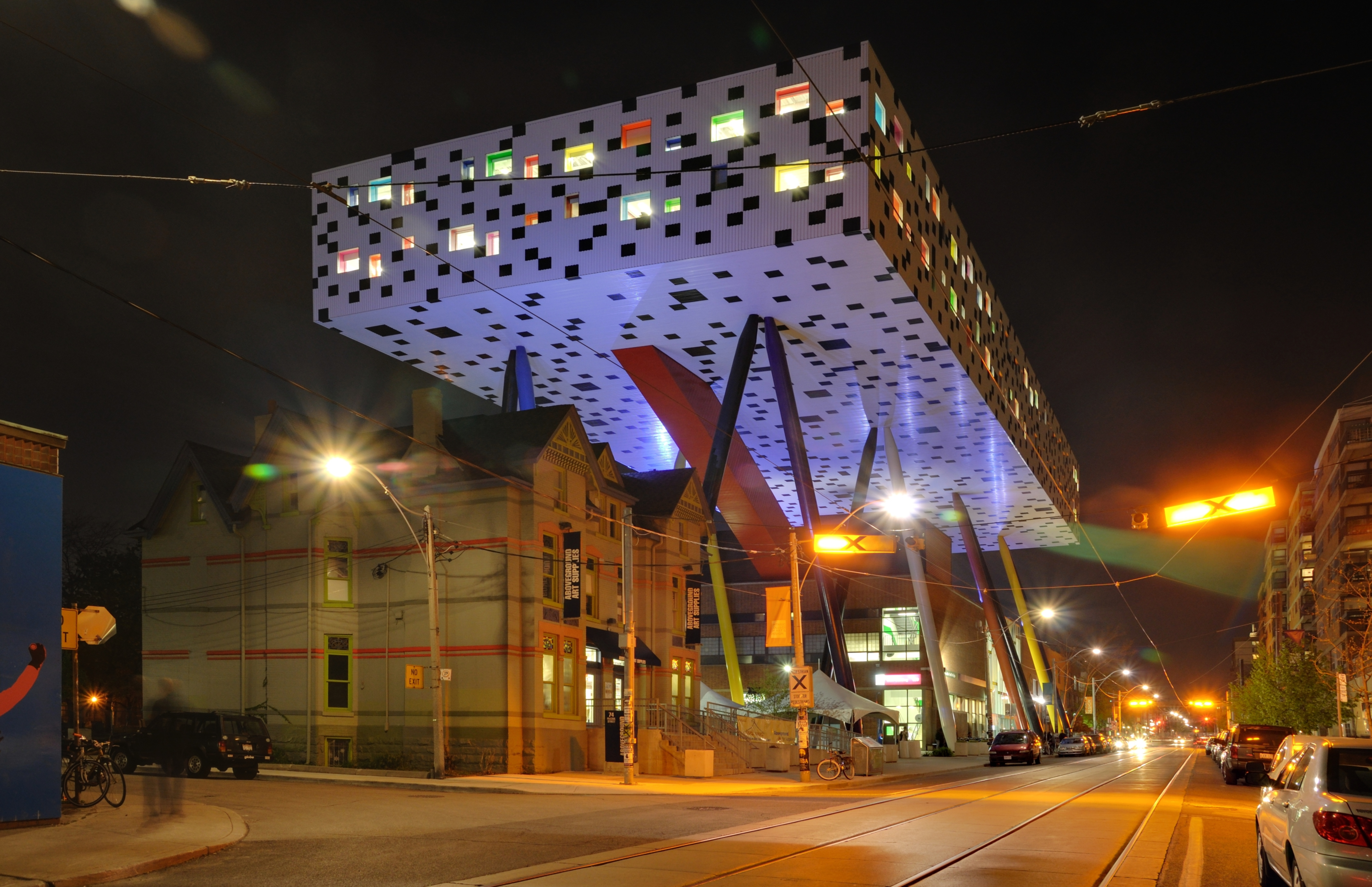
Sharp Centre for Design in Toronto

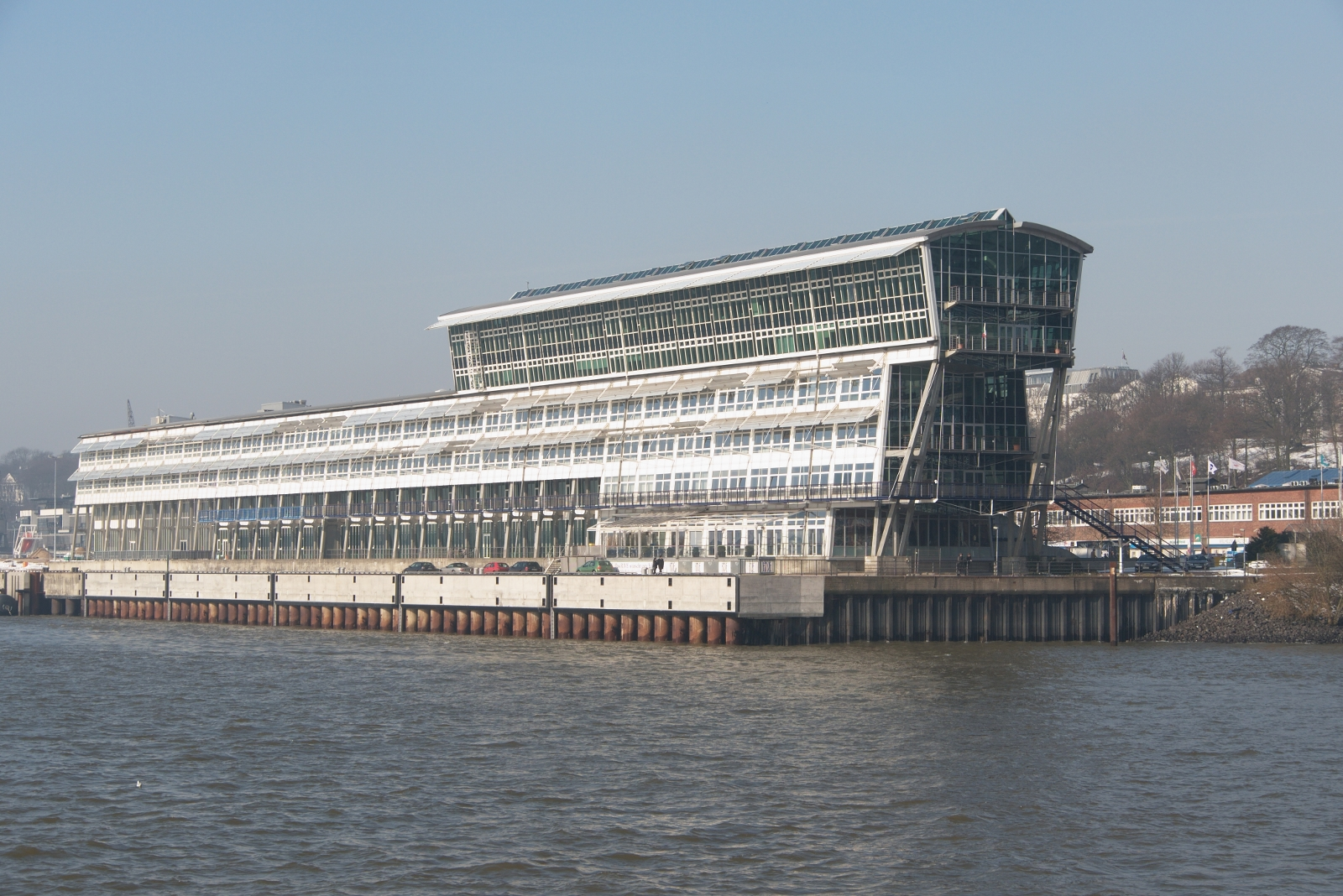
Fährterminal in Hamburg

- 1993: Fährterminal Hamburg-Altona, zusammen mit Jan Störmer
- 1994: Hôtel du Département des Bouches-du-Rhône, Marseille
- 1995: Cardiff Bay Visitor Centre, Cardiff[23]
- 1999: North Greenwich Tube Station, Greenwich
- 2000: Peckham Library, London
- 2001: Colorium, Düsseldorf[24]
- 2002: Urban Entertainment Centre, Almere, Niederlande[25]
- 2004: Sharp Centre for Design des Ontario College of Art & Design, Toronto
- 2004: Fawood Children’s Centre, Harlesden in London
- 2005: Ben Pimlott Building der Goldsmiths, University of London, London
- 2005: Blizard Building der Barts and The London School of Medicine and Dentistry, London
- 2006: Alsop Toronto Sales Centre, Toronto[26]
- 2006: Palestra, Bürositz von Transport for London, Southwark, London
- 2006: Clarke Quay, Masterplan, Singapur
- 2007: Bahnhof – Stratford Docklands Light Railway Station, London
- 2008: The Public, West Bromwich
- 2009: Raffles City, Peking
- 2009: New Islington, Manchester, UK
- 2010: Internationales Kreuzfahrtterminal Gao Yang, Shanghai
- 2013: Bradford Bowl, Bradford[8]

## Ausstellungen (Auswahl)
Will Alsop war dafür bekannt, konstant am Zeichnen oder Malen zu sein, entweder für seine architektonischen Projekte oder auch für sich selbst. Seine Kunstwerke und Skizzen wurden über die Jahre oftmals ausgestellt darunter unter anderem im Sir John Soane Museum, der Milton Keynes Galerie, der Cube Galerie in Manchester und dem britischen Pavillon während der Architektur-Biennale von Venedig. Alsop war Unterstützer der wohltätigen Organisation „Nightingale Project“, die Kunst dazu benutzt um die Umgebung von Krankenhäusern zu verbessern. Einige seiner Kunstwerke sind aus diesem Grund auch in Londoner Krankenhäusern zu finden. Er führte außerdem eine Serie von Workshops mit Patienten der Psychiatrie durch, um mit ihnen gemeinsam große gemeinschaftliche Kunstwerke zu schaffen.
- 2011 – Proper Behaviour in the Park, Royal Academy of Arts, London
- 2007 – Towards…, Chelsea Space, London
- 2007 – Future City, The Barbican, London
- 2007 – Cultural Fog, Olga Korper Gallery, Toronto
- 2007 – Bathing Beauties, The Hub:National Centre for Craft & Design, Lincolnshire
- 2007 – Creative Prisons, Touring exhibition
- 2005 – Supercities, Urbis, Manchester
- 2005 – Groundswell; MoMA, New York City
- 2004 – Middlehaven Masterplan, Venice Biennale
- 2002 – Malagarba Works, Will Alsop & Bruce McLean: Milton Keynes Gallery
- 2002 – All Barnsley Might Dream, Venice Biennale
- 2002 – Beauty, Joy & the Real, Sir John Soane Museum, London
- 2001 – Not Architecture, Aedes East Gallery, Berlin
- 2000 – Venice Biennale, British Pavillion
- 2000 – National Institute of Architecture (NAI), Rotterdam
- 1998 – Alsop Paintings & Architecture, Architekturgalerie, Stuttgart
- 1997 – River of Dreams, Mayor Gallery, London
- 1995 – Exhibition of Paintings, The Mayor Gallery, London
- 1992 – Selected Projects Exhibition, Aedes Gallery, Berlin
- 1992 – Arc en Rêve, Hôtel du Département, Marseilles, Bordeaux
- 1987 – Bridge/Beam/Floor/Roof, The Architecture Centre, Bremen
- 1985 – Paris Biennale Exhibition
- 1974 – Group Exhibition: Fruit Market, Edinburgh[29]